# Jajcevod
Jajcevòd je del ženskih spolnih organov. Jajcevoda sta parni cevki, dolgi približno 10 cm. Proti jajčniku je jajcevod lijakasto razširjen, proti maternici pa je vedno ožji in se od strani odpira v maternično votlino. Stena jajcevoda je iz gladkega mišičja, znotraj pa ga prekriva močno nagubana sluznica z migetalčnim epitelijem. Jajcevod je znaj prekrit s peritonejem.
Lijakasto razširjen jajcevod se končuje z resicami. Te ujamejo zrelo jajčece, ki ga izloči folikel. Jajčece potuje s pomočjo peristaltike in utripanja migetalk po jajcevodu do maternične votline.